# Instal·lació constructiva
Una instal·lació constructiva és qualsevol tipus de xarxa o equip fix que permet el subministrament i operació dels serveis que ajuden els edificis a complir les funcions per a les quals han estat dissenyats. La majoria d'edificis tenen instal·lacions, ja siguin habitatges, fàbriques, hospitals, etc., Que en alguns casos són específiques de l'edifici al qual serveixen. Les instal·lacions porten, distribueixen i/o evacuen l'edifici matèria, energia o informació, de manera que poden servir tant per al subministrament i distribució d'aigua o electricitat com per a la distribució d'aire comprimit, oxigen o formar una xarxa telefònica o informàtica.

## Tipus d'instal·lacions
- Instal·lació hidràulica (Aigua freda i aigua calenta)
- Evacuació d'aigües usades (Sanejament o drenatge sanitari))
- Evacuació d'aigües pluvials
- Climatització (Calefacció, Ventilació i Aire condicionat)
- Instal·lació elèctrica (Enllumenat i força)
- Telecomunicacions (Xarxes informàtiques, Telefonia, TV, So, Videovigilància, Correu Pneumàtic, etc.)
- Instal·lacions de gas (Gas LP o natural)
- Instal·lacions hospitalàries (Oxigen, aire comprimit, òxid de dinitrogen, buit, vapor, etc.)
- Sistema contra incendis.